# Grégory Houzé
Grégory Houzé (29 januari 1974) is een voormalig Franse voetballer. Zijn positie was verdediger. Eerder kwam hij al uit voor FC Doornik en KV Kortrijk en eindigde zijn carrière bij KBS Poperinge

## Carrière
- 2001-2002: FC Doornik
- 2002-2006: KV Kortrijk
- 2006-2010: KMSK Deinze
- 2010-2012: KBS Poperinge

## Laatste jaar
Hij kampte in zijn laatste speeljaar met heel wat blessures en heeft in overleg met het bestuur zijn contrat bij KBS Poperinge ontbonden.